# Phomopsis abietina
Phomopsis abietina är en svampart som först beskrevs av Theodor Hartig, och fick sitt nu gällande namn av Franz Xaver von Höhnel 1928. Phomopsis abietina ingår i släktet Phomopsis och familjen Diaporthaceae.   Inga underarter finns listade i Catalogue of Life.